# Harmonia quadripunctata
Espèce
Harmonia quadripunctata est une espèce d'insectes coléoptères prédateurs de la famille des Coccinellidae (coccinelles).

## Description
Longue de 5 à 7,5 mm, ses élytres sont fauves, bruns ou roux, et contrairement à son épithète spécifique quadripunctata, les taches noires ou brunâtres sur ses élytres sont très variables en nombre, avec un maximum de 16 souvent réunies, le plus souvent réduites à deux.

## Nutrition
La larve comme l'adulte se nourrissent de pucerons inféodés à des conifères des genres Pinus, Picea ou Abies.

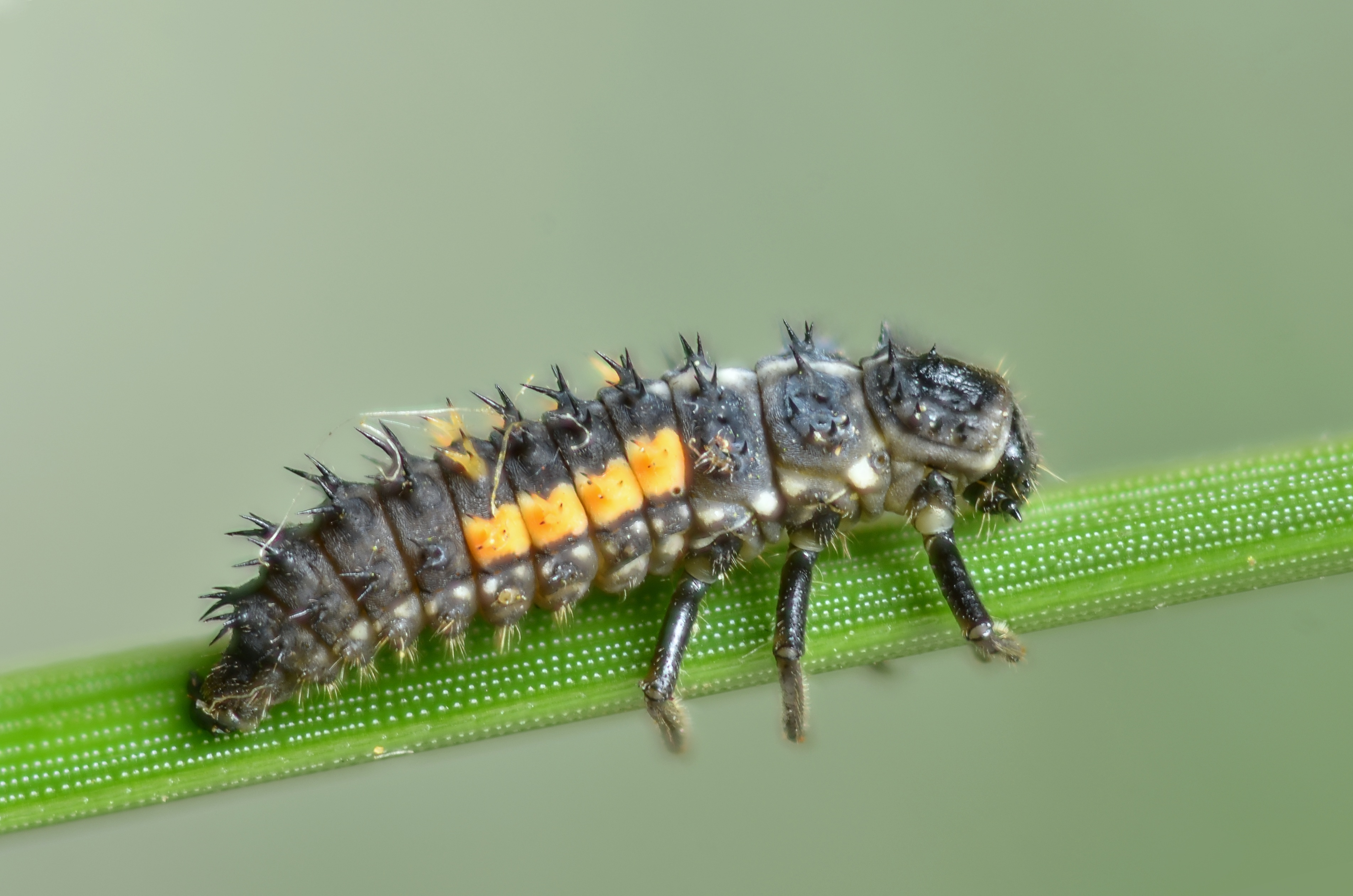
Larve d’Harmonia quadripunctata sur une aiguille de pin.
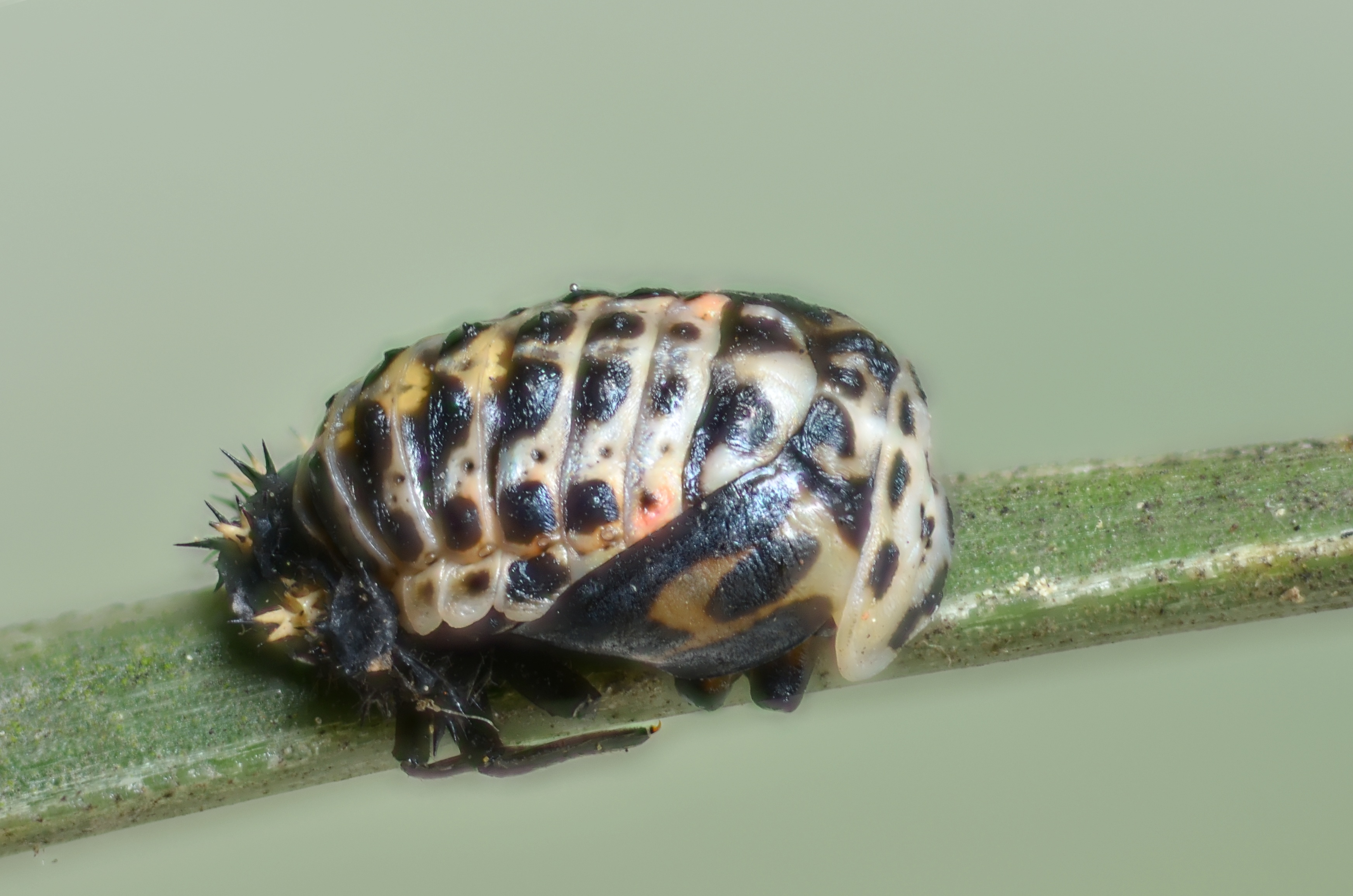
Nymphe d’Harmonia quadripunctata.